# Goga Gogiberaszwili
Goga Gogiberaszwili (gruz. გოგა გოგიბერაშვილი ;ur. 28 września 1990) – gruziński zapaśnik startujący w stylu klasycznym. Zajął 22. miejsce na mistrzostwach świata w 2017. Brązowy medalista mistrzostw Europy w 2017 roku.